# Zdzisław Świeca
Zdzisław Świeca – polski fotograf. Członek rzeczywisty i członek Zarządu Rzeszowskiego Towarzystwa Fotograficznego. Członek honorowy Rzeszowskiego Stowarzyszenia Fotograficznego. Wykładowca fotografii na Uniwersytecie Trzeciego Wieku w Rzeszowie. Kurator Sekcji Fotograficznej Uniwersytetu Trzeciego Wieku przy Uniwersytecie Rzeszowskim.

## Życiorys
Zdzisław Świeca związany z rzeszowskim środowiskiem fotograficznym, aktywnie uczestniczy w zorganizowanym ruchu fotograficznym miasta Rzeszowa. Miejsce szczególne w jego twórczości zajmuje fotografia artystyczna oraz fotografia użytkowa (wielotematyczna fotografia do celów wydawniczych). Związany z fotografią artystyczną od 1971 roku – wówczas został przyjęty w poczet członków rzeczywistych Rzeszowskiego Towarzystwa Fotograficznego.
Zdzisław Świeca jest autorem i współautorem wielu wystaw fotograficznych; indywidualnych (m.in. w Galerii Fotografii Miasta Rzeszowa), zbiorowych, poplenerowych oraz pokonkursowych – gdzie jego zdjęcia otrzymały wiele akceptacji, nagród, wyróżnień, dyplomów, listów gratulacyjnych. Uczestniczy w pracach jury, w konkursach fotograficznych (jako przewodniczący i członek jury). Częstokroć był wyróżniany nagrodami Prezydenta Miasta Rzeszowa.
W 1975 roku otrzymał tytuł Mistrza Fotografii – dyplom Kuratorium Oświaty w Rzeszowie. W ramach działalności w Rzeszowskim Towarzystwie Fotograficznym, był wieloletnim członkiem Zarządu RzTF, w latach 1980–1993 pełnił funkcję wiceprezesa Zarządu do spraw artystycznych oraz funkcję prezesa Zarządu (kadencja na lata 1993–1995). Od 2013 roku jest kuratorem merytorycznym Sekcji Fotograficznej Uniwersytetu Trzeciego Wieku przy Uniwersytecie Rzeszowskim, która (dwukrotnie) w 2018 oraz w 2019 roku otrzymała wyróżnienie podczas wernisażu XVI i XVII Podkarpackich Konfrontacji Fotograficznych. W 2022 otrzymał Srebrny Medal „Za Fotograficzną Twórczość”, w odniesieniu do XX edycji Podkarpackich Konfrontacji Fotograficznych.

## Odznaczenia
- Odznaka „Zasłużony Działacz Kultury”
- Złota Odznaka Honorowa Federacji Amatorskich Stowarzyszeń Fotograficznych w Polsce
- Srebrna Odznaka Honorowa Federacji Amatorskich Stowarzyszeń Fotograficznych w Polsce
- Srebrny Medal Federacji Amatorskich Stowarzyszeń Fotograficznych w Polsce
- Medal 150-lecia Fotografii (1989)
- Srebrny Medal „Za Fotograficzną Twórczość” (2022)[13][14]

Źródło